# Smerinthus caecus
Smerinthus caecus là một loài bướm đêm thuộc họ Sphingidae. Nó được tìm thấy ở Nga từ St. Petersburg và Moskva đến dãy núi Ural và khắp miền tây Siberia và đông bắc Kazakhstan đến dãy núi Altay. Dù loài này được ghi nhận đến phía bắc đến Syktyvkar và Yaksha ở Nga phần châu Âu nhưng sự phân bố chính xác không được rõ do nó hay bị nhầm lẫn với Smerinthus ocellatus. Bên ngoài châu Âu nó được tìm thấy ở đông Siberia, trung và nam Cộng hòa Sakha và Viễn đông Nga (đảo Askold, đảo Sakhalin, quần đảo Kurile và nam Kamchatka). Nó cũng hiện diện ở Mông Cổ, Hàn Quốc, miền bắc Nhật Bản (Hokkaido và miền bắc Honshu) và đông bắc Trung Quốc (Nội Mông, Hắc Long Giang, Cát Lâm, Liêu Ninh, Hà Bắc và Thiểm Tây). 
Sải cánh dài 50–65 mm. Con trưởng thành bay từ cuối tháng 5/tháng 6 đến đầu tháng 7 làm một đợt. Có thể có một thế hệ thứ hai một phần trong Tháng 8 nếu những cá thể bướm trưởng thành đầu tiên xuất hiện trong tháng 5 or đầu tháng 6.
Ấu trùng ăn các loài Salix và Populus.

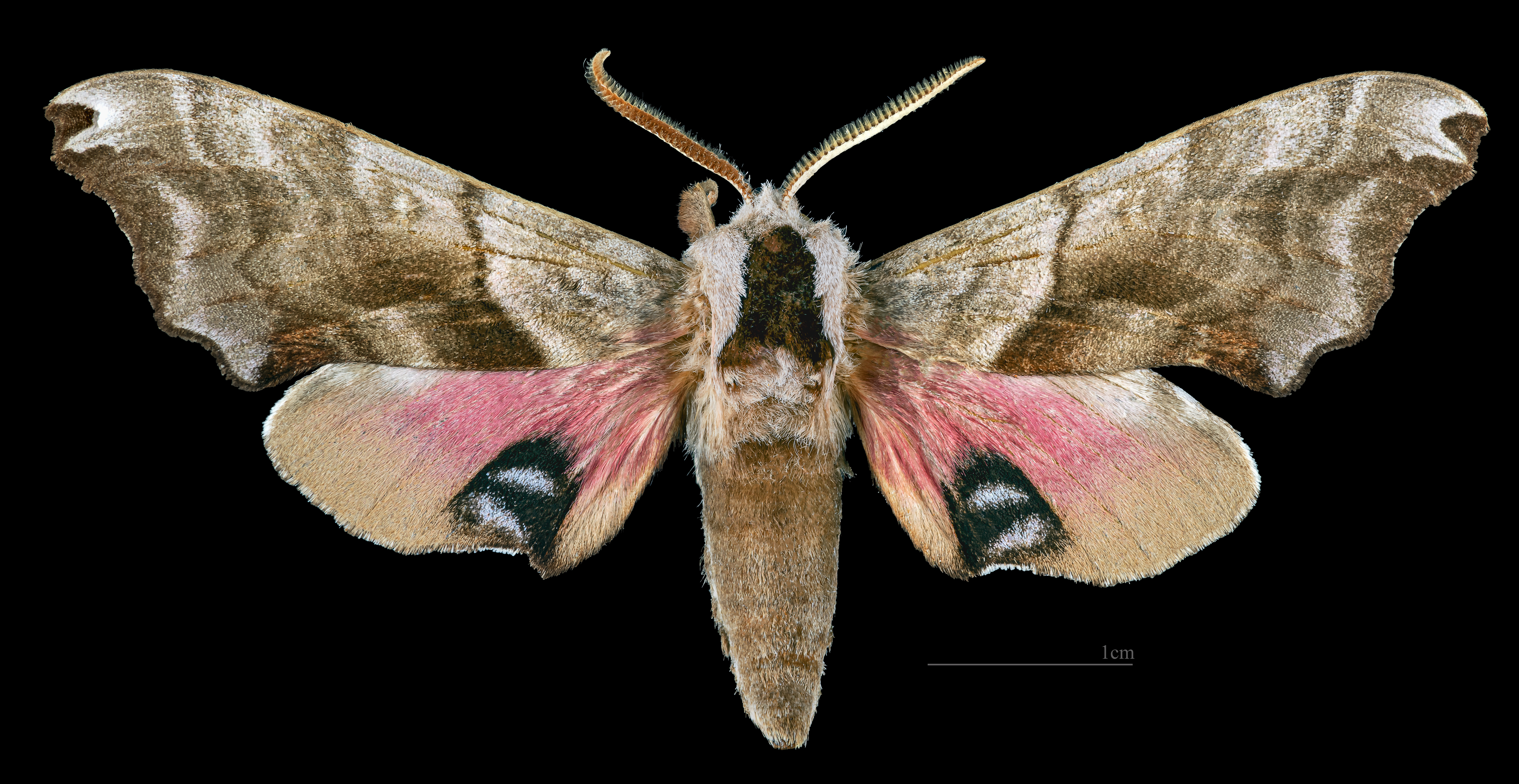
Smerinthus caecus ♂
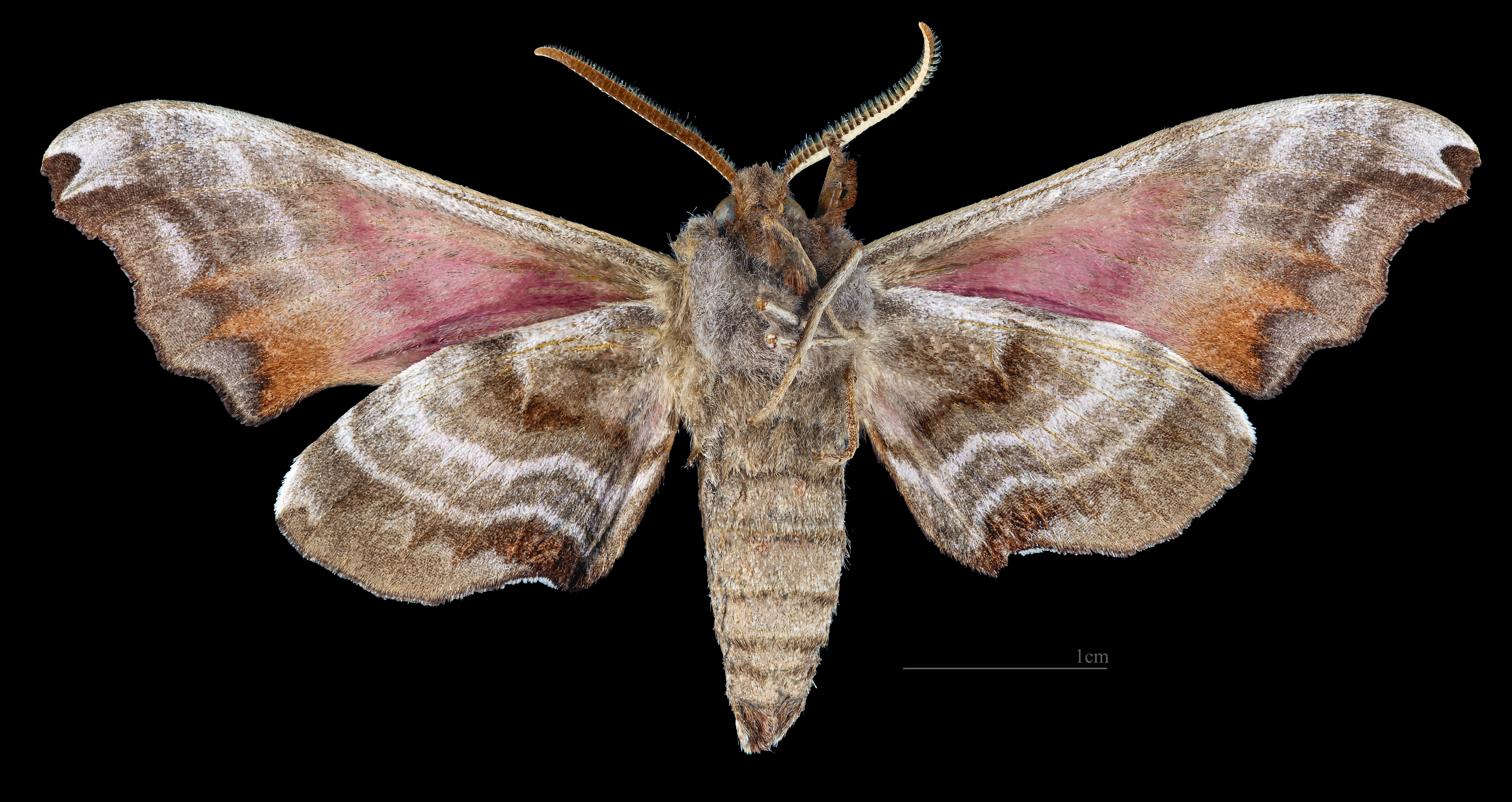
Smerinthus caecus ♂ △